# 米日利斯內
48°10′23″N 22°51′36″E / 48.17306°N 22.86000°E

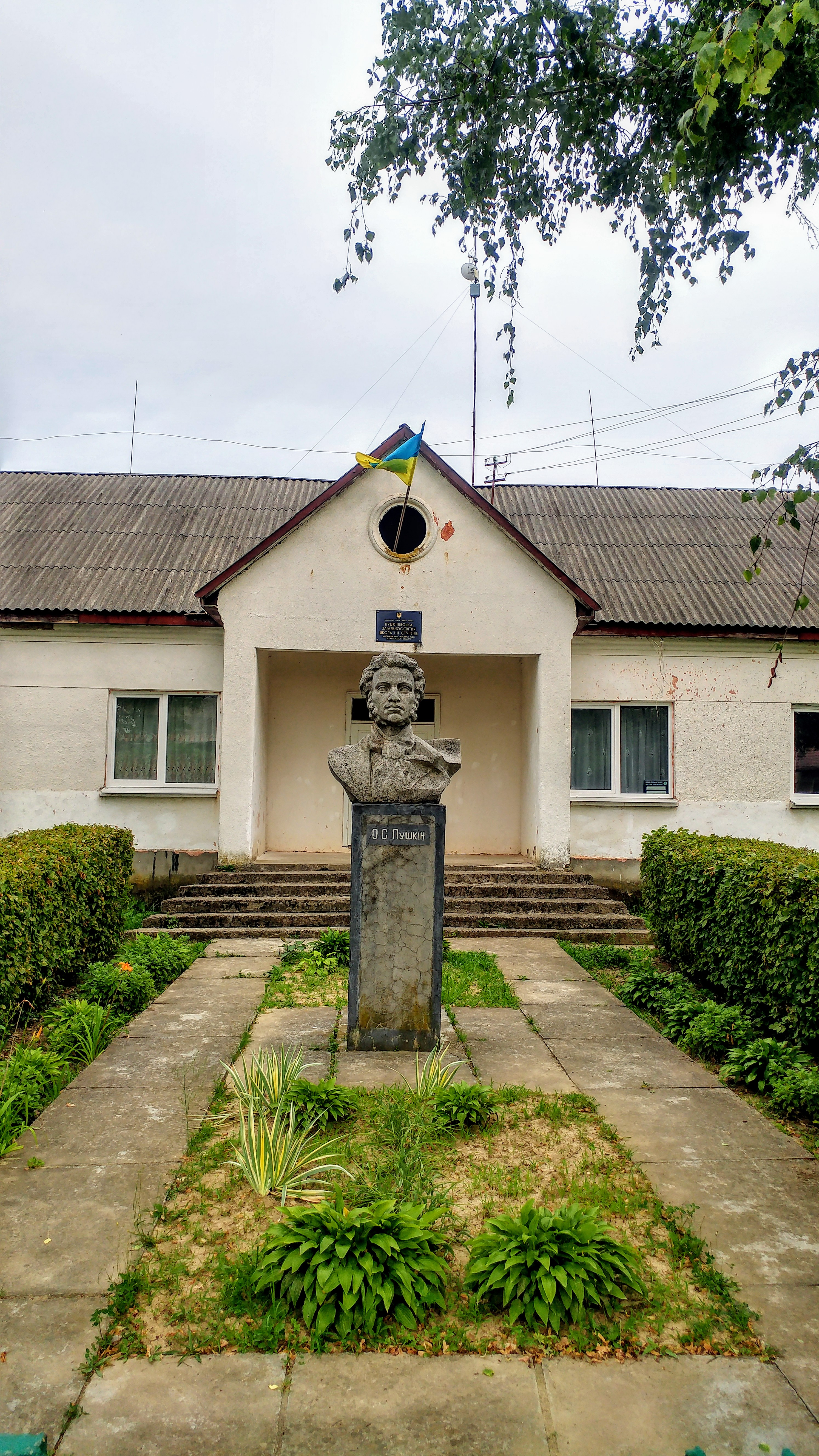
普希金雕像

米日利斯内（烏克蘭語：Міжлісне），2024年9月前称普希金诺（烏克蘭語：Пушкіно），是烏克蘭的村落，位於該國西部外喀爾巴阡州，由貝雷霍韋區维洛克市镇負責管轄，面積0.31平方公里，海拔高度117米，2001年人口1,421，人口密度每平方公里0.31人。
2024年9月19日，乌克兰最高拉达将此村的名字改为米日利斯内。